# Haven van Jebel Ali
De Haven van Jebel Ali (Arabisch: جبل علي) is gelegen ten zuidwesten van het centrum van Dubai, bijna tegen de grens van Abu Dhabi aan. Met de aanleg van de haven werd in de jaren zeventig gestart en behoort nu tot de grootste containerhavens ter wereld.

## Activiteiten
In de jaren zeventig werd met de aanleg van de haven een start gemaakt. Dicht bij het centrum van de hoofdstad lag Port Rashid, maar de nieuwe haven heeft de capaciteit sterk doen vergroten om te voldoen aan de groeiende vraag van de scheepvaart. De haven heeft een oppervlakte van 134 km² en is de grootste van het Midden-Oosten, exclusief de havens in de regio die bijna uitsluitend voor de export van aardolie worden gebruikt.
De haven telt vijf terminals; drie voor containers, een voor algemene lading en een geschikt voor roll-on-roll-offschepen. Beide containerterminals kunnen de grootste containerschepen ter wereld behandelen; schepen met een maximale diepgang van 17 meter kunnen de haven in- en uitvaren. Op de nabijgelegen terreinen kunnen 350.000 TEU’s worden opgeslagen.

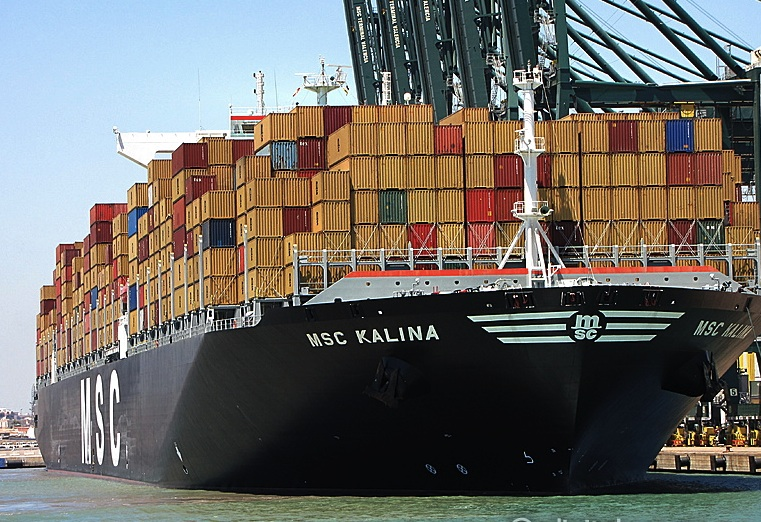
MSC Kalina in de haven van Jebel Ali, terminal 2

In 2015 werden 15,6 miljoen containers overgeslagen. De haven van Jebel Ali stond toen op de negende plaats van grootste containerhaven ter wereld en was de grootste tussen de haven van Rotterdam en Busan in Zuid-Korea. De drie terminals hebben een capaciteit van 19,3 miljoen TEU per jaar. Terminal 3 werd in 2014 in bedrijf gesteld. Er zijn in totaal 28 ligplaatsen en 102 kranen voor het laden en lossen van de schepen.

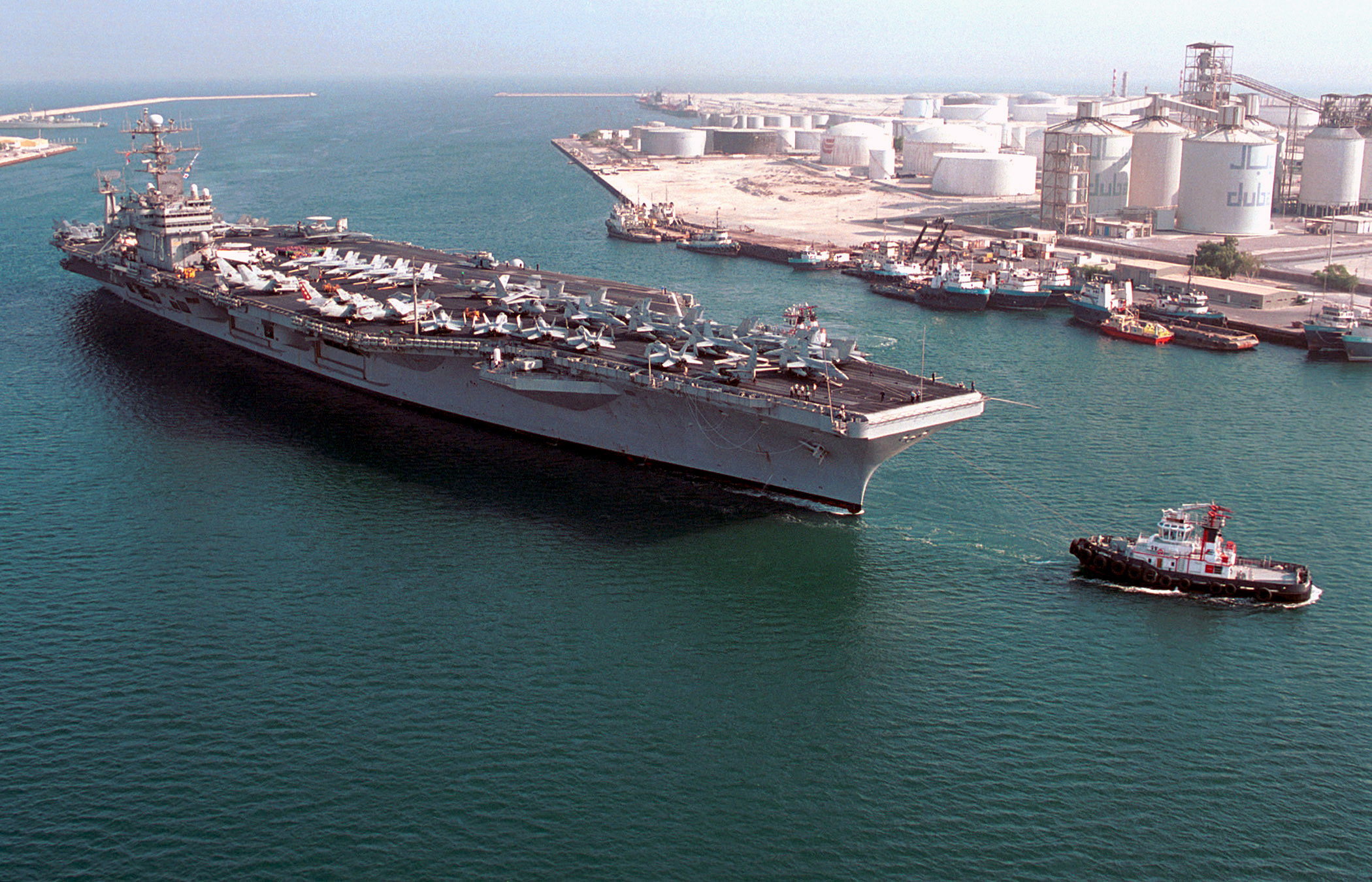
USS George Washington (CVN-73) in de haven van Jebel Ali

In 1985 werd een grote vrijhandelszone bij de haven geopend: de Jebel Ali Free Zone. Met speciale belastingvoordelen hebben circa 6.500 bedrijven zich in deze speciale economische zone gevestigd. De meeste hiervan zijn actief in de logistiek, distributie en productie.
Dubai Ports World is de beheerder van de haven. Dit bedrijf heeft in 2006 een concessie gekregen om de haven voor de komende 99 jaar te beheren. Jebel Ali is een van de 78 terminals onder beheer van Dubai Ports World; 80% van de inkomsten van het bedrijf is afkomstig van de overslag van containers.
De Amerikaanse marine maakt ook regelmatig gebruik van de haven. Vanwege de diepte van de haven en de grootte van de havenfaciliteiten kunnen een Nimitzklasse supervliegdekschip en verschillende schepen van de bijbehorende gevechtsgroep aan pierzijde worden ondergebracht. Vanwege de frequentie van deze havenbezoeken zijn er semi-permanente faciliteiten (door het servicepersoneel aangeduid als "The Sandbox") van het Amerikaanse leger opgetrokken naast de ligplaats.

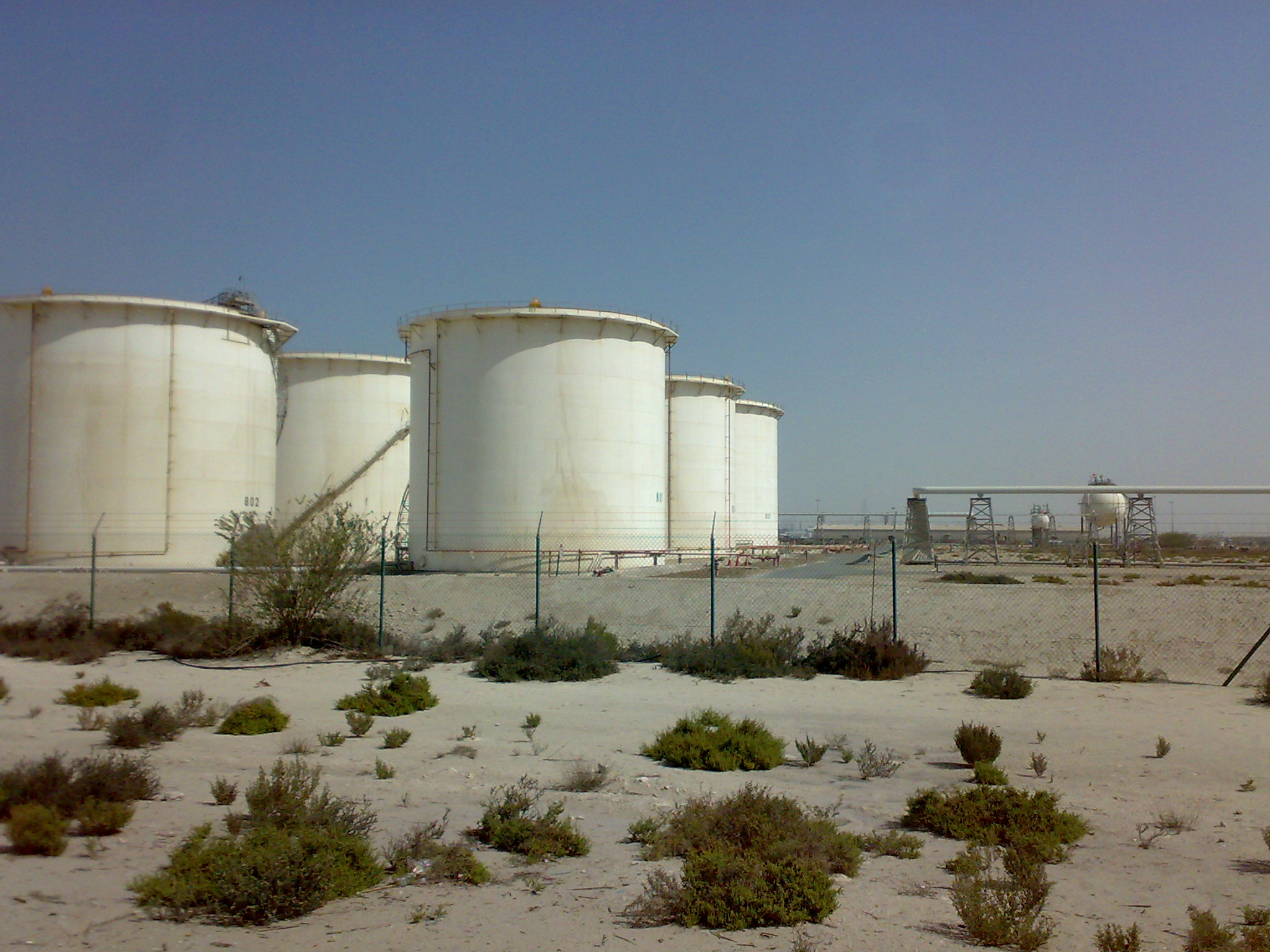
Olietanks in Jebel Ali

## Jebel Ali olieraffinaderij
Tussen 1996 en 1999 werd bij de haven ook een olieraffinaderij gebouwd. In 1999 kwam deze in gebruik en was daarmee de vierde raffinaderij binnen de Verenigde Arabische Emiraten en de eerste in Dubai. Het staatsbedrijf Emirates National Oil Company (ENOC) is de eigenaar. De raffinaderij had een capaciteit van zo'n 70.000 vaten olie per dag, maar dit is in 2010 uitgebreid tot 120.000 vaten olie per dag. De raffinaderij verwerkt in twee destillatiekolommen, van elk 60.000 vaten per dag, aardgascondensaat en lichte aardolie. De eindproducten zijn vooral nafta, ongeveer de helft van de totale productie, en voor een derde kerosine. De nafta wordt geëxporteerd naar petrochemische bedrijven in het Verre Oosten en de meeste kerosine gaat via een pijpleiding naar de twee grote luchthavens bij Dubai.